# Ochotnica
Ochotnica este o arie protejată (sit de importanță comunitară — SCI) din Polonia întinsă pe o suprafață de 0,18 ha, integral pe uscat.

## Localizare
Centrul sitului Ochotnica este situat la coordonatele 49°31′32″N 20°19′56″E / 49.5255°N 20.3323°E.

## Înființare
Situl Ochotnica a fost declarat sit de importanță comunitară în octombrie 2009 pentru a proteja 1 specie de animale.

## Biodiversitate
Situată în ecoregiunea alpină, aria protejată nu include niciun habitat protejat.
La baza desemnării sitului se află o specie protejată de  mamifere: liliacul mic cu potcoavă (Rhinolophus hipposideros).